# 过五关斩六将

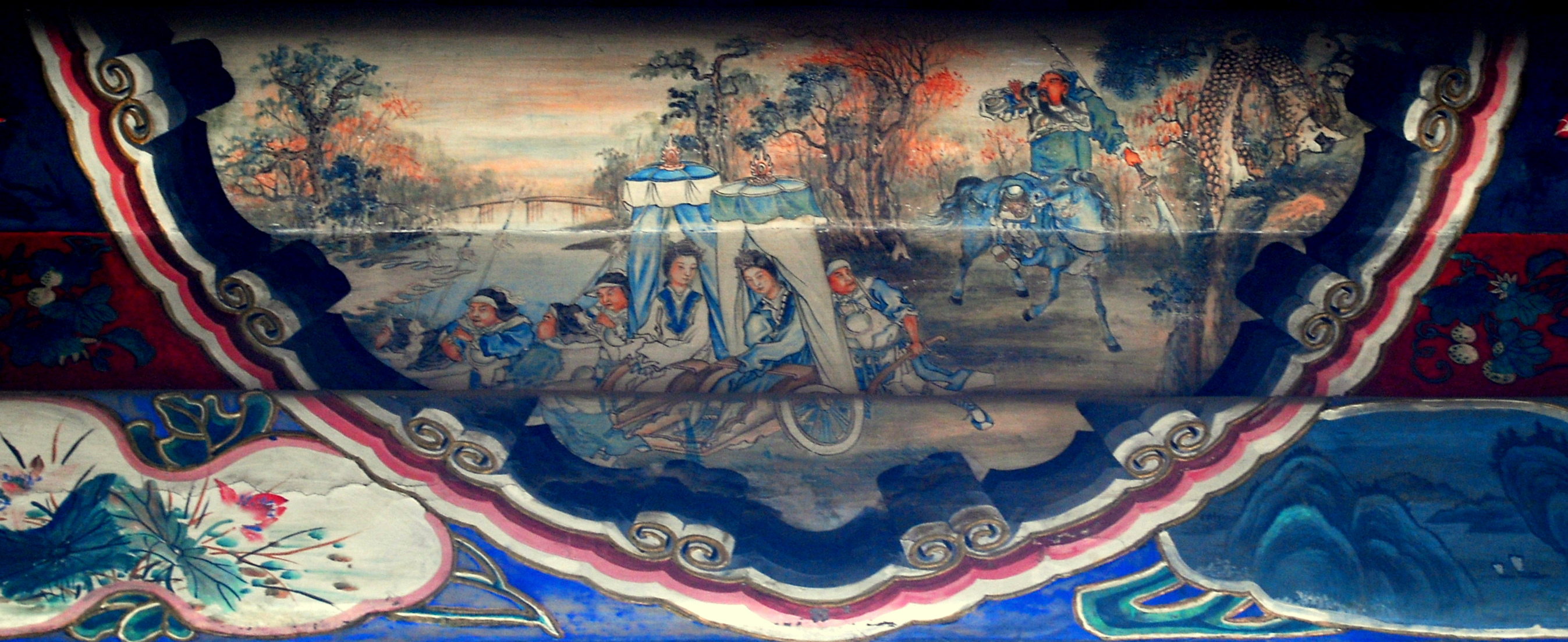
颐和园长廊彩绘：关云长千里走单骑

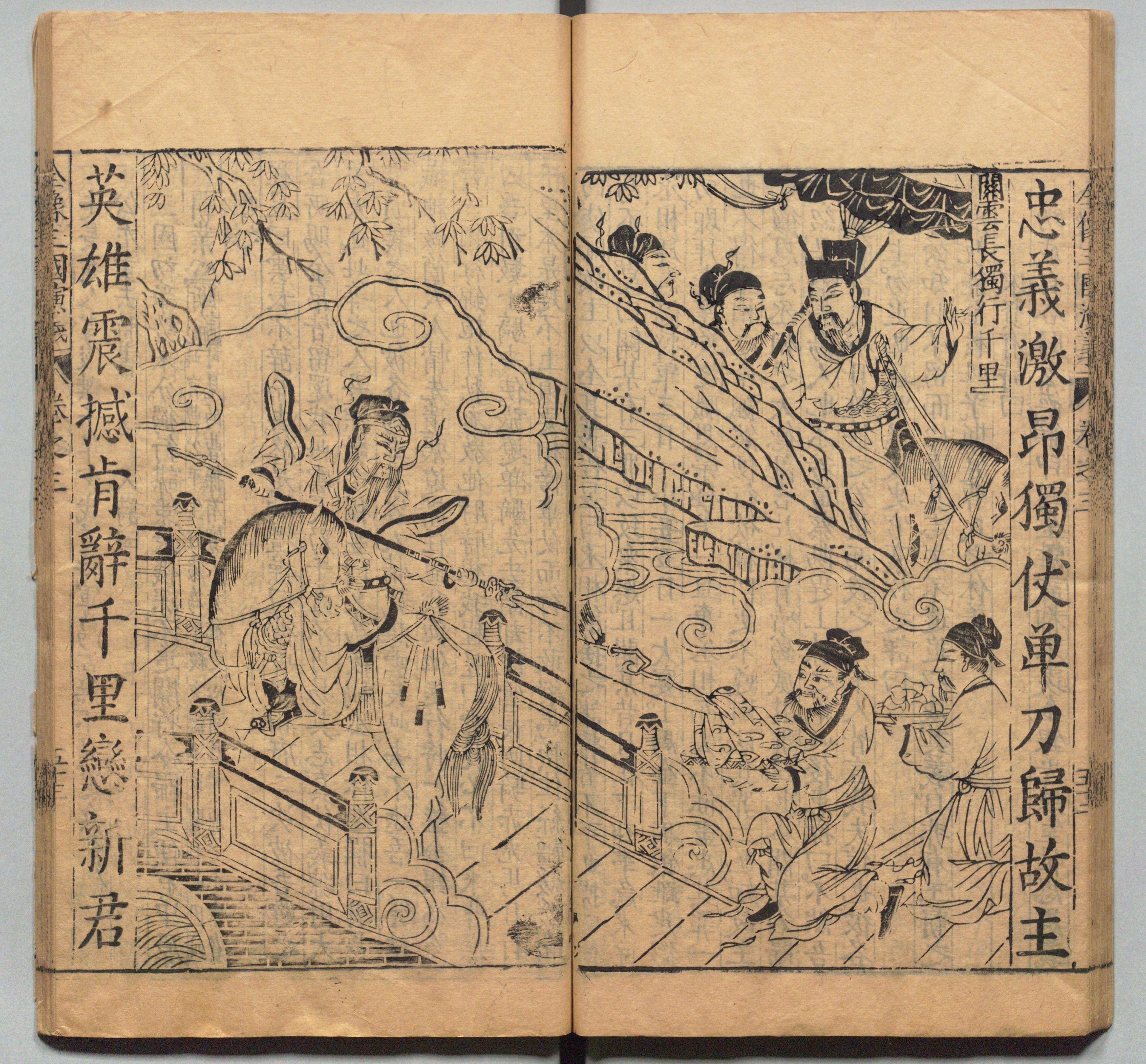
周曰校插图版《三国志通俗演义》中的过五关斩六将

过五关斩六将是历史小说《三国演义》中的虚构情节之一，也被称为千里走单骑。
根据《三国演义》第27回记载，关羽在曹营挂印封金，辞别曹操后，护送甘、麋两位夫人往汝南投奔刘备，先后通过五个关隘口。因为未取得曹操放行文书，行程受到阻挠，迫不得已斩杀六名魏将，分别是：过东岭关斩孔秀；过洛阳斩韓福、孟坦；过汜水关斩卞喜；过荥阳斩王植；过黄河渡口斩秦琪。這些將領均是未載於史料的虛構的人物，该情节是《三国演义》塑造关羽个人形象的重要组成部分。
根据《三国志·蜀书·先主传》记载「绍遣先主将兵与辟等略许下。关羽亡归先主。」
过五关斩六将也是一个成语，形容克服重重困难，最终取得成功。四字成語則為「過關斬將」。
清朝有兩種骨牌遊戲以此命名，叫过五关、斬六將。

## 故事情節與現實爭議
羅貫中為了表現關羽不辭艱辛、千里尋兄的忠貞之節和義勇之慨，虛構了「過五關斬六將」的情節，讓他先赴河北，再折回汝南，這在小說藝術創作上是允許的。問題在於，由於歷史地理知識不足，虛構有一個相當大的漏洞——地理方位混亂。關羽如果要到河北投奔劉備，那他離開許都之後，就應該向北，直驅延津（今河南延津西北）或白馬（今河南滑縣東），渡過黃河，即可進入冀州境內。然而，書中卻讓他先過東嶺關（虛構的地名），接著突然莫名其妙地折回西北，跋涉四百多里，走到洛陽，白白繞了一個大彎；然後才折回東方，經過汜水關（即《演義》第五回寫到的虎牢關）、滎陽，最後再到達滑州（應為白馬），從那裡過河，完全不合逻辑。

## 相關網頁
- 關羽過五關斬六將路線示意圖